# Campeonato Mundial de Patinação de Velocidade no Gelo Single Distance
O Campeonato Mundial de Patinação de Velocidade no Gelo Single Distance é um dos eventos anuais da patinação de velocidade no gelo organizada pela União Internacional de Patinação (em inglês:  International Skating Union), onde os principais patinadores de velocidade competem pelo título de campeões mundiais.
A primeira edição foi realizada em 1996, sendo disputados anualmente, menos nos anos olímpicos, a única exceção foi em 1998.

## Competição
No Single Distance, os patinadores disputam apenas em uma distância, ao contrário do sprint e do allround.
- Provas masculinas: 500 m, 1000 m, 1500 m, 5000 m, 10000m, e perseguição por equipes
- Provas femininas: 500 m, 1000 m, 1500 m, 3000 m, 5000m, e perseguição por equipes

## Edições
| 1996         | Hamar                                  |
| 1997         | Varsóvia                               |
| 1998         | Calgary                                |
| 1999         | Heerenveen                             |
| 2000         | Nagano                                 |
| 2001         | Salt Lake City                         |
| 2002         | Não foi disputado por ser ano olímpico |
| 2003         | Berlim                                 |
| 2004         | Seul                                   |
| 2005         | Inzell                                 |
| 2006         | Não foi disputado por ser ano olímpico |
| 2007         | Salt Lake City                         |
| 2008         | Nagano                                 |
| 2009         | Vancouver                              |
| 2010         | Não foi disputado por ser ano olímpico |
| 2011         | Inzell                                 |
| 2012         | Heerenveen                             |
| 2013         | Sotsji                                 |
| Referências: |                                        |